# Cântico Final
Cântico Final é um filme português de 1975 do género drama baseado na obra homónima do escritor Vergílio Ferreira. Foi o último filme realizado por Manuel Guimarães, que faleceu antes de sua estreia, deixando-o na fase derradeira, tendo a montagem final sido terminada pelo seu filho Dórdio Guimarães.

## Enredo
O filme conta a história de um professor de liceu e pintor com uma doença incurável que pretende regressar à sua terra natal e vencer a frustação que sempre o acompanhou. Compra a um aldeão uma capela abandonada e resolve, pela primeira vez na vida, dar livre expressão à sua arte.

## Ficha técnica
- Fotografia: Abel Escoto (Cor)
- Pinturas: Júlio Resende
- Música: Joly Braga Santos
- Som: Óptico

## Elenco
- Ruy de Carvalho - Mário Gonçalves
- Manuela Cardo - Elsa
- Fernando Curado Ribeiro - Dr. Cipriano
- Varela Silva - Dr. Beirão
- Ana Zanatti - Guida